# Св. св. Петър и Павел (Мечкул)
Вижте пояснителната страница за други значения на Свети апостоли Петър и Павел.
„Св. св. Петър и Павел“ или „Събор на Светите Апостоли“ е православна църква в симитлийското село Мечкул, България, част от Неврокопската епархия на Българската православна църква. Обявена е за паметник на културата.

## Архитектура
Църквата е изградена в 1892 година. В архитектурно отношение представлява трикорабна, изградена от камък, псевдобазилика, без купол и с открит трем на юг. Покривът е двускатен с керемиди и има три метални кръста. Главният вход е от запад, като има и втори от юг. До северозападния ъгъл на храма на метална конструкция е закачена камбана, отлята в 1898 година, която е украсена и има ктиторски надписи. На западната фасада е изписана сцената „Страшният съд“.
Интериорът е разделен на три кораба с два реда дървени колони с арки. Стените са частично измазани. Таванът над средния кораб е по-висок, дъсчен с апликации и свързан с колонадите. Стенописите и иконостасът са изработени от банския зограф Михалко Голев в 1898 – 1899 година. Ценни са и владишкият трон, амвонът, кованите свещници и ктиторските столове.
- Икони
- „Св. св. Петър и Павел“
- „Исус Христос“
- „Рождество Христово“
- „Св. св. Кирил и Методий“, 1805 г. Пренесена от „Свети Илия“

- Стенописи
- „Кръщение Господне“
- „Обезглавяване на Свети Павел“
- „Света Варвара и Света Параскева“
- „Призоваване на Свети Павел“
- „Свети Петър кръщава Корнилий“